# فران غارسيا (لاعب كرة قدم مواليد 1992)
فران غارسيا (بالإسبانية: Francisco García Solsona)‏ هو لاعب كرة قدم إسباني في مركز الدفاع، ولد في 7 ديسمبر 1992 في فياريال في إسبانيا. لعب مع نادي ألباسيتي.

## وصلات خارجية
- فران غارسيا على موقع قاعدة بيانات كرة القدم.إي يو (الإنجليزية)
- فران غارسيا على موقع Soccerway.com (الإنجليزية)
- فران غارسيا على موقع عالم كرة القدم.نت (الإنجليزية)
- فران غارسيا على موقع AS.com (الإسبانية)